# معره صیدنایا
معره صیدنایا (به عربی: معرة صیدنایا) یک روستا در سوریه است که در استان ریف دمشق واقع شده‌است. معره صیدنایا ۳٬۰۸۴ نفر جمعیت دارد.